# Egyptský církevní předpis
Egyptský církevní předpis je raně křesťanská sbírka kánonů, která upravuje hlavní rysy církevního života.
Obsahuje jednatřicet kánonů upravujících svěcení, liturgii a další prvky církevního života. Nazývá se egyptský, protože se na Západě poprvé objevil v jazycích spojených s Egyptem.
V roce 1883 vydal Lagarde tytéž kánony v sahidštině (hornoegyptštině) z vynikajícího rukopisu z roku 1006 n. l. Tento text přeložil do němčiny G. Steindorff a tento překlad vydal H. Achelis (Harnack, „Texte und Untersuchungen“, VI, 4). V roce 1900 objevil E. Hauler velmi starý latinský překlad v rukopise z pátého nebo šestého století. Tento překlad je velmi cenný, protože je zřejmě otrocky doslovný a obsahuje liturgické modlitby, které jsou v bohairickém a sahidickém překladu vynechány. Původní text, ačkoli nebyl dosud nalezen, byl nepochybně řecký.